# Морган, Джон Пирпонт
Джон Пирпонт (Джей Пи) Морган-старший (англ. John Pierpont "J. P." Morgan Sr.; 17 апреля 1837, Хартфорд, Коннектикут, США — 31 марта 1913, Рим, Королевство Италия) — американский предприниматель, банкир и финансист, основатель династии Морганов (1890—1913), которая доминировала в сфере корпоративных финансов и консолидации промышленности в Соединённых Штатах Америки в конце XIX — начале XX веков. С 1906 года до своей смерти — основатель и первый почётный президент Библиотеки и музея Моргана в Нью-Йорке.

## Биография и бизнес

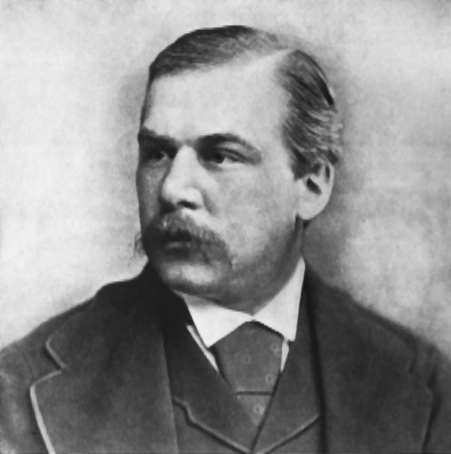
Джон Морган в молодые годы

Родился в семье Джуниуса Спенсера Моргана, основателя банкирского дома «J.S. Morgan & Co» в Лондоне, и Джульетт Пирпонт. Получил образование в Гёттингенском университете.
С 1857 по 1861 годы служил в нью-йоркском банке «Данкан, Шерман & Кº». В 1861 году женился на Амелии Старджесс (1835—1862). Овдовев, вступил в 1865 году во второй брак с Фрэнсис Луиз Трейси (1842—1924), родившей ему 4 детей: Луизу Пирпонт Морган (1866—1946), Джона Пирпонта Моргана-младшего (1867—1943), Джульетт Морган (1870—1952) и Энн Морган (1873—1952).
Во время Гражданской войны в США торговал оружием. Позднее дело об этих торговых операциях расследовала комиссия Конгресса, но Морган ушёл от ответственности, используя связи в правительстве. Как и многие богатые люди того времени, Джон Морган избежал призыва на военную службу внеся 300 долларов официальных отступных.
После работы в различных фирмах, в 1871 году стал партнёром в компании «Дрексел, Морган & Кº» (совместно с Энтони Дрекселем). После смерти партнёра в 1893 году фирма была преобразована в банкирский дом «Дж. П. Морган & Кº» (Нью-Йорк). В союзе с зависимыми от него банками в Филадельфии, Париже и Лондоне, дом в то время являлся крупнейшей финансовой компанией в мире.
Банк Моргана контролировал строительство железных дорог, участвовал в создании крупнейшей сталелитейной компании US Steel, электротехнической фирмы General Electric, финансировал пассажирские перевозки в Атлантике.
В 1892 году Морган организовал слияние Edison General Electric и Thomson-Houston Electric Company, в результате чего появилась компания General Electric. Он также играл важную роль в формировании United States Steel Corporation, International Harvester и AT&T. В разгар карьеры Моргана в начале XX века он и его партнёры имели финансовые вложения во многие крупные корпорации и оказывали значительное влияние на членов правительства, занимающихся финансами, а также членов конгресса Соединённых Штатов. В 1907 году Морган предотвратил крупный банковский кризис, собрав пул частных инвесторов для ликвидации банковской паники.
Умер в Риме во сне, в возрасте 75 лет, оставив своё состояние и бизнес сыну Джону Пирпонту Моргану-младшему. Биограф Рон Черноу оценил его чистое состояние всего в 118 миллионов долларов, из которых примерно 50 миллионов было приписано в его обширную коллекцию произведений искусства.

## Коллекционер и меценат
Морган известен как коллекционер картин, книг и других произведений искусства, многие из которых дарил «Метрополитен-музею» (Нью-Йорк), спонсором и президентом которого являлся лично. После смерти Моргана его сын в 1924 году открыл в Нью-Йорке библиотеку Моргана и назначил первым её директором личного библиотекаря отца Белль да Коста Грин (1883—1950).
Морган также известен как крупнейший меценат: кроме «Метрополитен-музея», он жертвовал огромные суммы на Американский музей естественной истории, школу Гротон (штат Массачусетс), Гарвардский университет (особенно его Медицинскую школу), трудовые школы (эквивалент советских ПТУ).
В 1901 году выделил деньги Николе Тесле на строительство осветительной системы на Манхэттене.

### Коллекции драгоценных камней
На рубеже веков Джон Морган был одним из самых известных в США коллекционеров драгоценных камней. Его коллекция, собиравшаяся в течение многих лет, насчитывала более 1000 драгоценных камней. Первую свою коллекцию он собрал с помощью компании Tiffany & Co. и её главного геммолога Джорджа Фредерика Кунца. Эта коллекция была выставлена на Всемирной выставке в Париже в 1889 году. Коллекция получила две золотые награды и привлекла внимание крупных ученых, коллекционеров и широкой общественности.
Джордж Фредерик Кунц создал также и вторую, ещё более ценную коллекцию драгоценных камней, которая была выставлена в Париже в 1900 году.
Обе коллекции были переданы в дар Американскому музею естественной истории в Нью-Йорке, где они были известны как коллекции Моргана-Тиффани и Моргана-Бемента.
В 1911 году Кунц назвал недавно найденный драгоценный камень в честь своего лучшего клиента, морганитом.

## В кино
- Тайна Николы Теслы / Tajna Nikole Tesle (Югославия 1979 год, Режиссёр: Крсто Папич) — в роли Моргана Орсон Уэллс.
- Люди, построившие Америку[англ.], мини-сериал, США, 2012 год; 5-7 серия — в роли Моргана Эрик Ролланд.
- «Титаник»: Кровь и сталь (Ирландия, Италия, Франция, Канада, Великобритания, 2012 год) — в роли Моргана Крис Нот.
- Война токов (США, 2017) — в роли Моргана Мэттью Макфэдьен
- Алиенист / The Alienist (США, сериал, 2018 год) — в роли Моргана Майкл Айронсайд.